# Нинази
Ни́нази (эст. Ninasi, на местном наречии также Не́нази, эст. Nenasi) — деревня в волости Муствеэ уезда Йыгевамаа, Эстония.  
До административно-территориальной реформы 2017 года входила в состав волости Лохусуу уезда Ида-Вирумаа.

## География и описание
Расположена на северо-западном берегу Чудского озера. Расстояние до волостного центра — города Муствеэ — 7,5 км, до уездного центра — города Йыгева — 37 км. Высота над уровнем моря — 36 метров.
Климат умеренный. Официальный язык — эстонский. Почтовый индекс — 42003.

## Население
По данным переписи населения 2011 года, в Нинази проживали 25 человек, из них 20 (80,0 %) — эстонцы.
По данным переписи населения 2021 года, в деревне насчитывалось 23 жителя из них 18 (78,3 %) — эстонцы.
Численность населения деревни Нинази по данным переписей населения:
| Год  | 1959 | 1970 | 1979 | 1989 | 2000 | 2011 | 2021 |
| ---- | ---- | ---- | ---- | ---- | ---- | ---- | ---- |
| Чел. | 53   | ↗ 69 | ↘ 49 | ↘ 43 | ↗ 52 | ↘ 25 | ↘ 23 |

## История
Первые упоминания о деревне относятся к 1599 году (wioska Noss). В 1601 году упоминается Nenawes, в 1624 году — Ninnes, в 1811 году — Nennal.
В 1772—1877 годах в деревне находилась почтовая станция на тракте Санкт-Петербург—Нарва—Тарту—Рига.
На военно-топографических картах Российской империи (1846–1863 годы), в состав которой входила Эстляндская губерния, населённый пункт обозначен как Ненази.
Известно, что здесь останавливались Екатерина II (в 1764 году), Роберт Шуман, Элиас Лёнрот, Ференц Лист. Об остановке на почтовой станции Нинази в 1843 году упоминает в своих путевых заметках Оноре де Бальзак.
В 1825 году в Ненналe останавливались и подготавливали государственный переворот в России князь Михаил Павлович со своей свитой. Князь Михаил должен был задержать в Нинази всю идущую из Петербурга корреспонденцию до поступления манифеста об отрешении от власти правителя Лифляндии Константина, находящегося в Варшаве. Из Петербурга в Нинази приехал генерал Толь. Вместе с генералом в Нинази находился и его адъютант князь Долгорукий.
В 1881 году Александр III получил в Нинази сообщение о совершении покушения на царя Александра II и принял на себя правление государством.
Парк, окружающий почтовую станцию, был заложен в честь императрицы Екатерины II.
1892—1916 годах в деревне действовал лепрозорий, располагавшийся в бывшем здании почтовой станции.
В 1919 году в здании была открыта 4-классная начальная школа Кальмакюла, где работали с полной трудовой нагрузкой 2-3 учителя. В школе шла активная культурная жизнь, действовали смешанный хор, оркестр народных инструментов, духовой оркестр, театральный кружок. В 1957 году при случайном пожаре сгорела крыша и деревянные части здания. Его быстро восстановили, но в изменённом виде. В 1966 году школа была закрыта.
В 1970-х годах в здании работал клуб посёлка Лохусуу, затем 15 лет оно стояло бесхозным. В 1992 году колхоз «Авинурме» передал здание Пограничной службе Эстонии.
До 2007 года в Нинази располагался пограничный кордон.
C 2011 года здание почтовой станции в Нинази передано некоммерческому объединению «Вирумааский центр обучения» (MTÜ Virumaa koolituskeskus). По словам председателя правления Иво Окаса (Ivo Okas) планируется восстановить внешний вид здания таким, каким он был после перестройки в 1834 году, в том числе — аркады у главного фасада.
К осени 2013 года силами Вирумааского центра обучения и активистов деревни Нинази было проведено частичное восстановление фасада здания.

## Галерея
- Шоссе Йыхви—Тарту—Валга в деревне Нинази, 2014 год
- Старинное здание в Нинази
- Берег Чудского озера в Нинази
- Почтовая станция Нинази в 2011 году
- Почтовая станция в 2011 году
- Почтовая станция в 1930—1940 гг.
- Смотровая вышка кордона Нинази